# Spațiu plan
În geometrie un spațiu plan sau un subspațiu euclidian este o submulțime a unui spațiu euclidian, submulțime care este ea însăși un spațiu euclidian (de dimensiune inferioară). Spațiile plane din spațiul bidimensional sunt puncte și drepte, iar spațiile plane din spațiul tridimensional sunt puncte, drepte și plane.
Într-un spațiu n-dimensional există spații plane de fiecare dimensiune de la 0 la n −1. Într-un spațiu n-dimensional spațiile plane de dimensiune n − 1 se numesc hiperplane.
Spațiile plane sunt subspațiile afine ale spațiilor euclidiene, ceea ce înseamnă că sunt similare cu subspațiile liniare, cu excepția faptului că nu trebuie să treacă prin origine. Spațiile plane apar în algebra liniară ca realizări geometrice ale mulțimilor de soluții ale sistemelor de ecuații liniare.
Un spațiu plan este o varietate algebrică⁠(d). Uneori este numită varietate liniară pentru a-l deosebi de alte varietăți.

## Descriere

### Prin ecuații
Un spațiu plan poate fi descris printr-un sistem de ecuații liniare. De exemplu, o dreaptă în spațiul bidimensional poate fi descrisă printr-o singură ecuație liniară cu variabilele x și y:
{\displaystyle 3x+5y=8.}
În spațiul tridimensional, o singură ecuație liniară cu variabilele x, y și z definește un plan, în timp ce o pereche de ecuații liniare poate fi folosită pentru a descrie o dreaptă. În general, o ecuație liniară cu n variabile descrie un hiperplan, iar un sistem de ecuații liniare descrie intersecția acelor hiperplane. Presupunând că ecuațiile sunt consistente și liniar independente⁠(d), un sistem de k ecuații descrie un spațiu plan de dimensiunea n − k.

### Parametric
Un spațiu plan poate fi descris și printr-un sistem de ecuații parametrice liniare. O dreaptă poate fi descrisă prin ecuații care implică un parametru:
{\displaystyle x=2+3t,\;\;\;\;y=-1+t\;\;\;\;z={\frac {3}{2}}-4t}
în timp ce descrierea unui plan ar necesita doi parametri:
{\displaystyle x=5+2t_{1}-3t_{2},\;\;\;\;y=-4+t_{1}+2t_{2}\;\;\;\;z=5t_{1}-3t_{2}.\,\!}
În general, o parametrizare a unui spațiu plan cu dimensiunea k ar necesita parametrii t1, …, tk.

## Operații și relații referitoare la spațiile plane

### Intersecție, paralelism și spații disjuncte
O intersecție a unor spații plane fie un spațiu plan, fie o mulțime vidă. (Intersecția poate fi considerată un −1-spațiu plan.)
Dacă fiecare dreaptă dintr-un spațiu plan este paralelă cu o dreaptă dintr-un alt spațiu plan, atunci aceste două spații plane sunt paralele. Două plane paralele de aceeași dimensiune care fie coincid, fie nu se intersectează, pot fi descrise prin două sisteme de ecuații liniare care diferă doar prin membrii din dreapta.
Dacă spațiile plane nu se intersectează și nicio dreaptă din primul spațiu plan nu este paralelă cu o dreaptă din al doilea spațiu plan, atunci acestea sunt spații plane disjuncte. Este posibil doar dacă suma dimensiunilor lor este mai mică decât dimensiunea spațiului ambiental.

### Reuniune
Pentru două spații plane de dimensiunile k1 și k2 există un spațiu plan minim care le conține pe ambele, de dimensiunea cel mult {\displaystyle k_{1}+k_{2}+1}. Dacă două spații plane se intersectează, atunci dimensiunea spațiului plan care le conține este egală cu {\displaystyle k_{1}+k_{2}} minus dimensiunea intersecției.

### Proprietăți ale operațiilor
Aceste două operații (reuniune și intersecție) fac din mulțimea tuturor spațiilor plane din n-spațiul euclidian o latice și se pot construi coordonate sistematice pentru spațiile plane în orice dimensiune, conducând la coordonate Grassmann sau coordonate Grassmann duale. De exemplu, o dreaptă din spațiul tridimensional este determinată de două puncte distincte sau de două plane distincte.
Totuși, laticea tuturor spațiilor plane nu este o latice distributivă. Dacă două drepte ℓ1 și ℓ2 se intersectează, atunci ℓ1 ∩ ℓ2 este un punct. Dacă p este un punct care nu se află într-un plan, atunci (ℓ1 ∩ ℓ2) + p = (ℓ1 + p) ∩ (ℓ2 + p), ambele definind o dreaptă. Dar dacă ℓ1 și ℓ2 sunt paralele, această distributivitate eșuează, dând p în membrul stâng și o a treia dreaptă paralelă în membrul drept.

## Geometrie euclidiană
Faptele menționate mai sus nu depind de structura spațiului euclidian (și anume, care implică distanța euclidiană) și sunt corecte în orice spațiu afin. Într-un spațiu euclidian:
- Există distanța dintre un spațiu plan și un punct.
- Există distanța dintre două spații plane, egală cu 0 dacă ele se intersectează.
- Există unghiul dintre două spații plane, în intervalul [0, π/2] (0 și un unghi drept). (Între două plane acesta este unghiul diedru.)